# Arez e Amieira do Tejo
Arez e Amieira do Tejo (oficialmente: União de Freguesias de Arez e Amieira do Tejo) é uma freguesia portuguesa do município de Nisa, com 158,23 km² de área e 392 habitantes (censo de 2021). A sua densidade populacional é 2,5 hab./km².

## História
Foi criada aquando da reorganização administrativa de 2012/2013,  resultando da agregação das antigas freguesias de Arez e Amieira do Tejo.

## Demografia
A população registada nos censos foi:
| Distribuição da População por Grupos Etários | Distribuição da População por Grupos Etários | Distribuição da População por Grupos Etários | Distribuição da População por Grupos Etários | Distribuição da População por Grupos Etários | Distribuição da População por Grupos Etários |
| -------------------------------------------- | -------------------------------------------- | -------------------------------------------- | -------------------------------------------- | -------------------------------------------- | -------------------------------------------- |
| Antes da agregação                           |                                              |                                              |                                              |                                              |                                              |
| Ano                                          | 0-14 anos                                    | 15-24 anos                                   | 25-64 anos                                   | >= 65 anos                                   | Total                                        |
| 2001                                         | 47                                           | 38                                           | 239                                          | 347                                          | 671                                          |
| 2011                                         | 41                                           | 31                                           | 184                                          | 241                                          | 497                                          |
| Após a agregação                             |                                              |                                              |                                              |                                              |                                              |
| Ano                                          | 0-14 anos                                    | 15-24 anos                                   | 25-64 anos                                   | >= 65 anos                                   | Total                                        |
| 2021                                         | 16                                           | 23                                           | 132                                          | 221                                          | 392                                          |